# باول دونلاب
باول دونلاب (بالإنجليزية: Paul Dunlap)‏ هو عازف بيانو وملحن أمريكي، ولد في 19 يوليو 1919 في سبرينغفيلد في الولايات المتحدة، وتوفي في 11 مارس 2010 في بالم سبرينغس في الولايات المتحدة.

## وصلات خارجية
- باول دونلاب على موقع IMDb (الإنجليزية)
- باول دونلاب على موقع قاعدة بيانات الفيلم (الإنجليزية)